# Lygistopterus bajacalifornicus
Lygistopterus bajacalifornicus es una especie de escarabajo de alas de red perteneciente a la familia Lycidae. Poco se sabe de la biología de este organismo.
L bajacalifornicus está presente en Baja California Sur.

## Descripción
Lucaina bajacalifornica puede identificarse entre otras especies por la tribuna y el labrum cortos con mandíbulas curvas. El pronoto es mayoritariamente negro y con márgenes laterales medianos amarillos. A veces el pronoto es completamente amarillo con una amplia franja longitudinal negra y con manchas negras en el disco. Los parámeros de lados son paralelos en la porción basal y fusiformes en la porción apical.
Los élitros son amarillentos con máculas negras suturales alargadas en el tercio apical o a veces completamente de color negro azulado. Los fémures masculinos tienen parche de pubescencia larga y erecta con genitales masculinos bastante fusiformes.